# Ryan Fitzpatrick
Ryan Joseph Fitzpatrick, "Fitzmagic",  född 24 november 1982, är en amerikansk fotbollsspelare, quarterback som spelar för Washington Football team i National Football League. I college spelade Fitzpatrick för Harvard och draftades av St. Louis Rams i sjunde rundan som nummer 250 totalt. Fitzpatrick gjorde sin debut 2005 med Rams och gjorde succé direkt. Fitzpatrick vände ett 24-3 underläge till en vinst med 33-27 efter övertid mot Houston Texans Ett par matcher senare gick det betydligt sämre när han kastade hela fem interceptions mot Minnesota Vikings. Efter flytten till Cincinnati 2007 började han säsongen som reserv bakom Carson Palmer men efter en skada på Palmer tidigt på säsongen tog Fitzpatrick över och spelade samtliga av de kvarvarande matcherna. 2009 skrev Fitzpatrick på för Buffalo Bills där han inledde de två första säsongerna som reserv men båda åren slutade med att Fitzpatrick var lagets startande quarterback. 2011-2012 var Fitzpatrick den startande quarterbacken för Bills men 2013 släpptes han från laget och skrev på för Tennessee Titans. Efter en säsong i Titans (där han från början var backup men fick ta över när quarterbacken Jake Locker blev skadad i mitten på säsongen) bytte han inför säsongen 2014 lag till Houston Texans.